# مصطفى بن بادة
مصطفى بن بادة من مواليد 25 أغسطس 1962 بمتليلي - غرداية) سياسي جزائري ووزير سابق بالجزائر. تحصل سنة 1987 على شهادة مهندس دولة في الفلاحة. وعلى شهادة الدراسات المعمقة في علوم البيئة من جامعة كون سنة 1995، (شهادة DEA في علم البيئة). 
وفي عام 1997 انتخب نائبا للمجلس الشعبي الوطني حيث كان رئيسا للجنة الزراعة. ثم أعيد انتخابه نائباً عام 2002، وفي عام 2007 ممثلاً لحركة مجتمع السلم. وشغل منصب وزير المؤسسات الصغيرة والمتوسطة والحرف من عام 2002 حتى مايو 2010 حيث عين وزيرا للتجارة.

## المسار المهني والمهام السياسية
- 1988-1992: أستاذ مساعد بجامعة ورقلة.
- 1992-1994: مدير دراسات وأستاذ بجامعة ورقلة.
- 1995-1997: منتدب للدراسة بالخارج - فرنسا.
- 1997-2002: نائب بالمجلس الشعبي الوطني (رئيس لجنة الفلاحة)(منتخب عن حركة مجتمع السلم).
- 2002-2007: نائب لعهدة ثانية بالمجلس الشعبي الوطني (عن حركة مجتمع السلم).
- 2002-2010: وزير المؤسسات الصغيرة والمتوسطة.
- 2010-2014: وزير التجارة.[4]